# مدئا ۲۱۲
سیارک ۲۱۲ (به انگلیسی: 212 Medea) دویست و دوازدهمین سیارک کشف شده‌است که در ۶ فوریه ۱۸۸۰ کشف شد.
قدر مطلق سیارک برابر ۸٫۲۸ است.